# Relacje Greena
Relacje Greena – pięć relacji równoważności definiowanych na dowolnej półgrupie, związanych z pojęciem ideału głównego. Relacje te oznaczane są symbolami {\displaystyle {\mathcal {L,\,R,\,D,\,J}}} i {\displaystyle {\mathcal {H}}.} Relacje {\displaystyle {\mathcal {L,\,R}}} i {\displaystyle {\mathcal {J}}} to relacje generowania tego samego ideału, odpowiednio lewo-, prawo- i obustronnego. Relacja {\displaystyle {\mathcal {H}}} jest przecięciem {\displaystyle {\mathcal {L}}} i {\displaystyle {\mathcal {R}}.} Relacja {\displaystyle {\mathcal {D}}} to złożenie tych relacji. Relacje te zostały wprowadzone przez Jamesa A. Greena w 1951 roku.

## Definicja
Niech {\displaystyle S} będzie półgrupą i {\displaystyle a,\,b\in {S}.} Przez {\displaystyle S^{1}=S\cup \{1\}} oznaczamy półgrupę {\displaystyle S} z jedynką dołączoną, jeśli jej wcześniej nie było.
Wtedy
- {\displaystyle a{\mathcal {L}}b\iff S^{1}a=S^{1}b} ({\displaystyle a} i {\displaystyle b} generują ten sam lewostronny ideał główny);
- {\displaystyle a{\mathcal {R}}b\iff aS^{1}=bS^{1}} ({\displaystyle a} i {\displaystyle b} generują ten sam prawostronny ideał główny);
- {\displaystyle {\mathcal {D}}={\mathcal {L}}\circ {\mathcal {R}}={\mathcal {R}}\circ {\mathcal {L}}}[1] (relacja {\displaystyle {\mathcal {D}}} jest złożeniem relacji {\displaystyle {\mathcal {L}}} i {\displaystyle {\mathcal {R}}});
- {\displaystyle a{\mathcal {J}}b\iff S^{1}aS^{1}=S^{1}bS^{1}} ({\displaystyle a} i {\displaystyle b} generują ten sam obustronny ideał główny);
- {\displaystyle {\mathcal {H}}={\mathcal {L}}\cap {\mathcal {R}}.}

Okazuje się, że wszystkie z tych relacji są relacjami równoważności. (Jest to natychmiastowe w przypadku {\displaystyle {\mathcal {L}},\,{\mathcal {R}},\,{\mathcal {J}}} i {\displaystyle {\mathcal {H}}.} Przypadek {\displaystyle {\mathcal {D}}} jest nieco trudniejszy i dowód można znaleźć na przykład w [2] – zob. sekcję Bibliografia).

## Oznaczenia
Niech {\displaystyle a\in S} i {\displaystyle S} niech będzie półgrupą. Wtedy oznaczamy:
- {\displaystyle \mathrm {L} _{a}=\left\{x\in S|\,x{\mathcal {L}}a\right\}} jest klasą abstrakcji elementu {\displaystyle a} w relacji {\displaystyle {\mathcal {L}}}

i analogicznie:
- {\displaystyle \mathrm {R} _{a}=\left\{x\in S|\,x{\mathcal {R}}a\right\},}
- {\displaystyle \mathrm {D} _{a}=\left\{x\in S|\,x{\mathcal {D}}a\right\},}
- {\displaystyle \mathrm {J} _{a}=\left\{x\in S|\,x{\mathcal {J}}a\right\}} i
- {\displaystyle \mathrm {H} _{a}=\left\{x\in S|\,x{\mathcal {H}}a\right\}}

są klasami abstracji elementu {\displaystyle a} odpowiednio w relacjach {\displaystyle {\mathcal {R}},\,{\mathcal {D}},\,{\mathcal {J}}} i {\displaystyle {\mathcal {H}}.}

## Przykłady
- W dowolnej grupie {\displaystyle G} mamy
  - {\displaystyle {\mathcal {H}}={\mathcal {L}}={\mathcal {R}}={\mathcal {D}}={\mathcal {J}}=G\times G.}
- W nieskończonej półgrupie cyklicznej {\displaystyle \left(\mathbb {N} ,+\right)} mamy
  - {\displaystyle {\mathcal {H}}={\mathcal {L}}={\mathcal {R}}={\mathcal {D}}={\mathcal {J}}=\left\{(x,x)|\,x\in \mathbb {N} \right\},}
- Ten sam wzór jest prawdziwy dla półgrupy {\displaystyle \left(\mathbb {N} ,\cdot \right),}
- W pełnej półgrupie transformacji zbioru {\displaystyle X} oznaczanej symbolem {\displaystyle {\mathcal {T}}_{X}} mamy
  - {\displaystyle {\mathcal {L}}=\left\{(\alpha ,\beta )\in {\mathcal {T}}_{X}\times {\mathcal {T}}_{X}|\,X\alpha =X\beta \right\},}[2]
  - {\displaystyle {\mathcal {R}}=\left\{(\alpha ,\beta )\in {\mathcal {T}}_{X}\times {\mathcal {T}}_{X}|\,\pi _{\alpha }=\pi _{\beta }\right\},} gdzie {\displaystyle \pi _{\phi }} oznacza jądro {\displaystyle \phi } dla dowolnego {\displaystyle \phi \in {\mathcal {T}}_{X},}
  - {\displaystyle {\mathcal {D}}={\mathcal {J}}=\left\{(\alpha ,\beta )\in {\mathcal {T}}_{X}\times {\mathcal {T}}_{X}|\,|X\alpha |=|X\beta |\right\}.}
- Analogiczne wzory zachodzą dla półgrupy transformacji liniowych przestrzeni {\displaystyle V} oznaczanej symbolem {\displaystyle {\mathcal {LT}}(V).}
  - {\displaystyle {\mathcal {L}}=\left\{(A,B)\in {\mathcal {LT}}(V)\times {\mathcal {LT}}(V)|\,VA=VB\right\},}
  - {\displaystyle {\mathcal {R}}=\left\{(A,B)\in {\mathcal {LT}}(V)\times {\mathcal {LT}}(V)|\,\ker A=\ker B\right\},}
  - {\displaystyle {\mathcal {D}}={\mathcal {J}}=\left\{(A,B)\in {\mathcal {LT}}(V)\times {\mathcal {LT}}(V)|\dim VA=\dim VB\right\}.}

## Częściowe porządki na zbiorach klas
Dla dowolnej półgrupy {\displaystyle S} istnieją naturalne porządki na {\displaystyle S/{\mathcal {L}},\,S/{\mathcal {R}}} i {\displaystyle S/{\mathcal {J}}} zadane przez zawieranie ideałów odpowiadających klasom:
- {\displaystyle \mathrm {L} _{a}\leqslant \mathrm {L} _{b}\iff S^{1}a\subseteq S^{1}b,}
- {\displaystyle \mathrm {R} _{a}\leqslant \mathrm {R} _{b}\iff aS^{1}\subseteq bS^{1}}

oraz
- {\displaystyle \mathrm {J} _{a}\leqslant \mathrm {J} _{b}\iff S^{1}aS^{1}\subseteq S^{1}bS^{1}.}

Okazuje się, że zdefiniowane w ten sposób relacje są relacjami porządku.
Jeżeli {\displaystyle S/{\mathcal {L}},\,S/{\mathcal {R}}} lub {\displaystyle S/{\mathcal {J}}} spełniają następujący warunek:
każdy niepusty podzbiór zawiera element minimalny,
to mówimy, że {\displaystyle S} spełnia odpowiednio {\displaystyle {\min }_{\mathrm {L} },\,{\min }_{\mathrm {R} }} lub {\displaystyle {\min }_{\mathrm {J} }.} Jeżeli półgrupa spełnia zarówno {\displaystyle {\min }_{\mathrm {L} },} jak i {\displaystyle {\min }_{\mathrm {R} },} to zachodzi równość {\displaystyle {\mathcal {D}}={\mathcal {J}}.}

## Własności

### Zawierania
Dla każdej półgrupy zachodzą następujące zawierania:
- {\displaystyle {\mathcal {H}}\subseteq {\mathcal {L}}\subseteq {\mathcal {D}},}
- {\displaystyle {\mathcal {H}}\subseteq {\mathcal {R}}\subseteq {\mathcal {D}},}
- {\displaystyle {\mathcal {D}}\subseteq {\mathcal {J}}.}

W pewnych szczególnych klasach półgrup zachodzi {\displaystyle {\mathcal {D}}={\mathcal {J}},} jednak nie jest to prawdą w ogólności.

### Lemat i twierdzenie Greena
Następujący fakt został pokazany przez A.J. Greena i znany jest jako lemat Greena.
Niech {\displaystyle a,b\in S} oraz {\displaystyle a{\mathcal {R}}b.} Niech {\displaystyle s,s'\in S^{1}} będą takimi elementami, że {\displaystyle as=b,\,bs'=a} (takie elementy istnieją, skoro {\displaystyle a{\mathcal {R}}b}). Wtedy odwzorowania {\displaystyle x\to xs} dla {\displaystyle x\in \mathrm {L} _{a}} oraz {\displaystyle y\to ys'} dla {\displaystyle y\in \mathrm {L} _{b}} są wzajemnie odwrotnymi bijekcjami odpowiednio z {\displaystyle \mathrm {L} _{a}} na {\displaystyle \mathrm {L} _{b}} i z {\displaystyle \mathrm {L} _{b}} na {\displaystyle \mathrm {L} _{a}.} Przekształcenia te zachowują {\displaystyle {\mathcal {R}}}-klasy argumentów.
Natychmiastowym wnioskiem z lematu Greena jest, że wszystkie {\displaystyle {\mathcal {L}}}-klasy są równoliczne. Z dualnej wersji lematu Greena wynika, że wszystkie {\displaystyle {\mathcal {R}}}-klasy są równoliczne. Z lematu Greena można również wyprowadzić równoliczność {\displaystyle {\mathcal {H}}}-klas zawartych w tej samej {\displaystyle {\mathcal {D}}}-klasie.
Wnioskiem z lematu Greena jest też następujące twierdzenie Greena.
Jeżeli {\displaystyle \mathrm {H} \in S/{\mathcal {H}}} jest {\displaystyle {\mathcal {H}}}-klasą, to zachodzi jedna z dwóch możliwości:
- Albo {\displaystyle \mathrm {H} ^{2}\cap \mathrm {H} =\emptyset } (czyli iloczyn dowolnych dwóch elementów {\displaystyle \mathrm {H} } znajduje się poza {\displaystyle \mathrm {H} }),
- albo {\displaystyle \mathrm {H} ^{2}=\mathrm {H} } i {\displaystyle \mathrm {H} } jest grupą.